# Prvoslav Mihajlović
Prvoslav Mihajlović (v srbské cyrilici: Првослав Михајловић; 13. dubna 1921 – 28. června 1978) byl srbsko-jugoslávský fotbalista a trenér.

## Život
Na národní úrovni hrál za jugoslávskou reprezentaci (13 zápasů/6 gólů) a byl účastníkem olympijských her 1948, kde jeho tým získal stříbrnou medaili, a Mistrovství světa ve fotbale 1950. S Partizanem vyhrál 2 národní šampionáty (1947, 1949) a 4 jugoslávské poháry (1947, 1952, 1954, 1957). Během roku 1951 Mihajlović odehrál v průběhu dvou měsíců 10 přátelských zápasů na hostování v Crvene zvezdě a poté se vrátil do Partizanu.
Mihajlović později pracoval jako fotbalový trenér a trénoval několik týmů, včetně OFK Bělehrad a jugoslávského národního týmu, který vedl na Mistrovství světa ve fotbale 1962. Působil také jako asistent trenéra v Partizanu (1959–1963) a vyhrál 3 národní šampionáty (1961, 1962, 1963).
Byl tajemníkem a technickým ředitelem FK Partizan (1959–1963), poté pracoval v egyptské Alexandrii (1963–1966), turecké Karşıyace (1966) a západoněmeckém Münsteru (1966–1967). Působil také v Kuvajtu.